# Giorgi Dvali
Girogi "Gia" Dvali (Tbilisi, 1964.) gruzijski je fizičar i kozmolog poznat po doprinosima na području fizike elementarnih čestica, teorije velikog praska i kvantne gravitacije.
Magistrirao je 1985. teorijsku fiziku, a 1992. doktorirao na temu fizike elementarnih čestica i kozmologije pri Tbiliskom državnom sveučilištu. Prije zaposlenja na Njujorškom sveučilištu 1998., radio je u Međunarodnom središtu za teorijsku fiziku u Trstu i CERN-u u Ženevi. Kao profesor fizike elementarnih čestica i teorijske fizike predaje na Sveučilištu Ludwiga Maximiliana u Münchenu. Također, obnaša dužnost ravnatelja Max Planckovog instituta za fiziku.  
Za iznimna postignuća na području znanosti i tehnologije dobio je Nagradu njujorškog gradonačelnika 2000. godine, najviše priznanje koje građanin New Yorka može dobiti za svoj rad.